# Шаповалівська сільська рада (Борзнянський район)
Шапова́лівська сільська́ ра́да — адміністративно-територіальна одиниця та орган місцевого самоврядування в Борзнянському районі Чернігівської області. Адміністративний центр — село Шаповалівка.

## Загальні відомості
- Територія ради: 51,25 км²
- Населення ради: 1 494 особи (станом на 2001 рік)

Шаповалівська сільська рада зареєстрована 1920 року. Стала однією з 26-ти сільських рад Борзнянського району і одна з 10-ти, яка складається з одного населеного пункту.

## Населені пункти
Сільській раді підпорядковані населені пункти:
- с. Шаповалівка

## Освіта
На території сільради діє Шаповалівська ЗОШ І-ІІІ ст.

## Склад ради
Рада складається з 16 депутатів та голови.
- Голова ради: Дацько Віталій Михайлович
- Секретар ради: Горбаченко Катерина Борисівна

### Керівний склад попередніх скликань
| Прізвище, ім'я, по батькові | Основні відомості                                                                       | Дата обрання | Дата звільнення |
| --------------------------- | --------------------------------------------------------------------------------------- | ------------ | --------------- |
| Дацько Віталій Михайлович   | Сільський голова, 1955 року народження, освіта середня спеціальна, член Народної партії | 26.03.2006   | 31.10.2010      |
| Дацько Віталій Михайлович   | Сільський голова, 1955 року народження, освіта середня спеціальна, член Народної партії | 31.10.2010   |                 |

Примітка: таблиця складена за даними сайту Верховної Ради України

### Депутати
За результатами місцевих виборів 2010 року депутатами ради стали:

#### За суб'єктами висування
| Суб'єкт висування                                       | Кількість обраних депутатів | %    |
| ------------------------------------------------------- | --------------------------- | ---- |
| Партія регіонів                                         | 7                           | 43,8 |
| Політична партія Всеукраїнське об'єднання «Батьківщина» | 5                           | 31,3 |
| Народна партія                                          | 2                           | 12,5 |
| Політична партія «Сильна Україна»                       | 2                           | 12,5 |

#### За округами
| № округу                                                | Прізвище, ім'я, по батькові     | Дата визнання обраним | Освіта  | Партійна приналежність                        | Відомості про обраного депутата                                                              |
| ------------------------------------------------------- | ------------------------------- | --------------------- | ------- | --------------------------------------------- | -------------------------------------------------------------------------------------------- |
| Народна Партія                                          |                                 |                       |         |                                               |                                                                                              |
| 2                                                       | Чернуха Валентина Михайлівна    | 01.11.2010            | вища    | позапартійна                                  | сільський магазин, продавець                                                                 |
| 15                                                      | Горбаченко Катерина Борисівна   | 01.11.2010            | вища    | позапартійна                                  | Шаповалівська сільська рада, секретар                                                        |
| Партія регіонів                                         |                                 |                       |         |                                               |                                                                                              |
| 3                                                       | Котляренко Любов Петрівна       | 01.11.2010            | середня | член Партії регіонів                          | тимчасово не працює                                                                          |
| 4                                                       | Борисенко Ганна Петрівна        | 01.11.2010            | середня | член Партії регіонів                          | тимчасово не працює                                                                          |
| 5                                                       | Муллаяров Руслан Рашидович      | 01.11.2010            | вища    | член Партії регіонів                          | тимчасово не працює                                                                          |
| 6                                                       | Дашко Людмила Петрівна          | 01.11.2010            | вища    | член Партії регіонів                          | тимчасово не працює                                                                          |
| 7                                                       | Демиденко Ірина Олександрівна   | 01.11.2010            | вища    | член Партії регіонів                          | приватний підприємець                                                                        |
| 8                                                       | Васюк Вікторія Вікторівна       | 01.11.2010            | середня | член Партії регіонів                          | Шаповалівська сільська дільнича лікарня, молодша сестра медична                              |
| 14                                                      | Шостак Тетяна Гаврилівна        | 01.11.2010            | середня | член Партії регіонів                          | управління праці та соціального захисту населення райдержадміністрації, соціальний працівник |
| Політична партія Всеукраїнське об'єднання «Батьківщина» |                                 |                       |         |                                               |                                                                                              |
| 1                                                       | Ювченко Надія Михайлівна        | 01.11.2010            | вища    | член Всеукраїнського об'єднання «Батьківщина» | Шаповалівська загальноосвітня школа І-ІІІ ст., вчитель                                       |
| 10                                                      | Коваленко Володимир Миколайович | 01.11.2010            | вища    | член Всеукраїнського об'єднання «Батьківщина» | Шаповалівська загальноосвітня школа І-ІІІ ст., кочегар                                       |
| 11                                                      | Воскобойник Віта Миколаївна     | 01.11.2010            | вища    | член Всеукраїнського об'єднання «Батьківщина» | ТОВ "СК «Агро» с. Шаповалівка, бухгалтер                                                     |
| 12                                                      | Ященко Наталія Федорівна        | 01.11.2010            | вища    | член Всеукраїнського об'єднання «Батьківщина» | Шаповалівське відділення зв'язку, завідувачка                                                |
| 13                                                      | Садова Людмила Олександрівна    | 01.11.2010            | вища    | член Всеукраїнського об'єднання «Батьківщина» | сільський магазин, продавець                                                                 |
| Політична партія «Сильна Україна»                       |                                 |                       |         |                                               |                                                                                              |
| 9                                                       | Смолєв Андрій Михайлович        | 01.11.2010            | вища    | член Політичної партії «Сильна Україна»       | тимчасово не працює                                                                          |
| 16                                                      | Калюжна Валентина Миколаївна    | 01.11.2010            | вища    | член Політичної партії «Сильна Україна»       | Шаповалівська сільська рада, землевпорядник                                                  |